# Gipfelbibliothek Südtirol Laugen

Wetterfest verpackte Bücher in der Gipfelbibliothek

Die Gipfelbibliothek Südtirol Laugen ist ein Projekt, das die Funktion einer Bibliothek mit Bookcrossing-Elementen verknüpft und das zugleich in einem alpinen Rahmen situiert ist.

## Das Projekt
Das Projekt wurde am 30. Juni 2007 gestartet.
Getragen wird es von der AVS-Sektion St. Pankraz, dem Tourismusverein Ultental, dem Bibliotheksverband Südtirol und den öffentlichen Bibliotheken von Lana und Ulten. Koordinator ist der ehemalige Direktor der Universitätsbibliothek Bozen, Franz Berger.
Die Idee zu diesem Projekt stammt von der 2006 eröffneten Gipfelbibliothek im Wilden Kaiser im österreichischen Nordtirol.

## Funktionsweise
Von Buchpaten empfohlene und von Buchhandlungen gesponserte Bücher werden wetterfest verpackt und auf dem Gipfel des Großen Laugen (2434 m) in der Nonsberggruppe deponiert.
Bergsteiger, die ein Buch entdecken, können es mitnehmen, lesen und auf einem anderen Gipfel wieder hinterlegen. Zugleich soll die Aktion auf der Internetseite der Gipfelbibliothek eingetragen werden; dort können auch persönliche Gedanken zum Buch ausgedrückt werden. Auf diese Weise wandern die Bücher von Gipfel zu Gipfel und literaturinteressierte Wanderer finden und verbreiten an ungewöhnlichen Orten interessante Lektüre.
Waren es zu Beginn des Projektes 30 Bücher, so befinden sich jetzt über 60 Bücher im Umlauf. Als Buchpaten fungieren neben zahlreichen Privatpersonen auch prominente Persönlichkeiten wie der Politiker Luis Durnwalder, die Schriftstellerin Sabine Gruber oder der Extrembergsteiger Reinhold Messner.